# Спиритуалы
Спиритуалы (от лат. spiritualis = духовный), или «мужи духа», — во францисканском ордене периода XIII — первой половины XIV века различные группы монахов:
- 1) выступавшие против большинства, за строгое соблюдение первоначального правила их общины; конфликт между двумя сторонами известен как спор о бедности;
- 2) движение, возникшее с середины 1270-х годов и длившееся на протяжении 50-ти лет в двух, очень отличных друг от друга, регионах:
  - а) там, где говорили на окситанском языке (ныне южная Франция) — место проповедей монаха Пьетро Оливи (ум. 1298);
  - б) в горах центральной Италии монахи брали пример с Пьетро да Мачерата[англ.] по прозвищу «Фра Либерато» (ум. 1307) и Анджело Кларено[англ.] (ум. 1337).

Данные группы монахов разделяли следующие общие идеи:
- сильное апокалиптическое ожидание прибытие Антихриста и обновление Церкви,
- более или менее явная критика против авторитетов Церкви (особенно против папы Бонифация VIII) и Ордена (особенно генерал-министра Джованни да Морровалле);
- зачастую, попытка навязать францисканству более отшельнический образ жизни.

В 1317 году папа Иоанн XXII объявил их идеи ересью. Тогда спиритуалы стали объединяться во внутриорденские партии реформ или образовывали отдельные секты вне ордена (например, фратичеллов), которые, как еретики, подвергались преследованиям со стороны инквизиции.

## Спиритуалы 1230—1240-х годов
Среди францисканцев сохранялась группа, болезненно воспринимавшая изменения, которые превратили их первоначальную общину в орден. Первоначально группа стремилась лишь к тому, чтобы в возможной чистоте сохранить правила жизни и завещание Франциска (1181/1182 — 1226), несмотря на то, что папа Григорий IX признал последнее необязательным. Когда во главе ордена стал преемник Франциска, Илья Кортонский (ок. 1180—1253), желавший как можно больше использовать привилегированное положение ордена, то обличавшие его ревнители строгого соблюдения заветов Франциска подвергались всяческим преследованиям.
Особое значение эта внутриорденская партия получила тогда, когда в её среде распространились доктрины Иоахима Флорского; образовалась целая псевдоиоахимовская литература, возвещавшая близкое осуждение церкви и переход к царству Святого Духа, где носителями благодати станут монашеские ордена, в особенности францисканский. Сам Франциск Ассизский приобрёл значение как бы второго Христа, принёсшего людям новое откровение. Не менее охотно, чем грядущий суд над церковью, изображали псевдоиоахимисты её настоящие недостатки, преобладание в ней светских корыстных интересов; в особенности обвиняли пап за искажение заветов Франциска.
Церковь отвечала репрессиями, всячески укрепляя власть орденских прелатов-министров и орденскую дисциплину вообще. Трактат францисканца Герардо «Введение в вечное Евангелие», представлявший собой истолкование подлинных сочинений Иоахима в духе францисканского радикализма, был предан сожжению, а автор осуждён на пожизненное заточение.

## Спиритуалы конца XIII века
В конце XIII века францисканцы, стоящие на почве переработанного иоахимизма, получают название «мужей духа», «спиритуалов» и сосредоточиваются в Южной Франции и Италии.

### Южная Франция
Главным представителем южно-французских спиритуалов был Пётр Оливи. Мы находим у него идею постепенного развития церкви, проходящей через семь стадий, или эпох; последняя эпоха будет благодатным царством Святого Духа, предвестником которого является францисканский орден. Однако, у Оливи, как и у самого Иоахима, этот переход представляется не как осуждение современной им церкви, а как естественное развитие откровения. Оливи старался примирить высокую оценку, которую давали спиритуалы правилу и завещанию, — с послушанием церкви; поэтому он не подвёргся проследованию.

### Италия
Гораздо более резкое отношение к правящей церкви мы находим у итальянских спиритуалов.
В своем трактате «Arbor vitae crucifixae» Убертино да Казале, изображая приближение царства Св. Духа, осуждает всю современную ему церковь; особенно резки его отзывы о папах, которые как бы распяли Франциска, искореняя насаждённую им евангельскую бедность; Убертино видел в папах орудия Антихриста.
Другая группа итальянских спиритуалов, во главе с Кларено (1247—1337), совсем отделилась от ордена и образовала, под покровительством папы Целестина V, особое братство (целестинцы); преемник Целестина, Бонифаций VIII, заставил их, однако, вернуться в орден.

## Начало XIV века
Совместное пребывание в ордене спиритуалов и так называемых «конвентуалов» (осуждавших иоахимизм и стоявших на почве полного подчинения церкви) служило источником постоянных раздоров. Климент V пытался, декларацией 1311 года, примирить обе группы, но безуспешно. Иоанн XXII стал смотреть на спиритуалов как на открытых еретиков: некоторые из них было сожжены в Марселе за то, что не признавали права папы изменять орденский устав.
Рядом со спиритуалами появляются в это время фратичеллы и бегины, преимущественно среди терциариев; они развивают воззрения спиритуалов и открыто порывают с церковью. Попытка Иоанна XXII бороться с беспокойными элементами ордена и с экзальтированным культом евангельской бедности посредством догматического признания, что у Христа и апостолов была собственность, и посредством предоставления собственности францисканцам, привела к отпадению большей части ордена от папы и к её союзу с Людовиком Баварским; главными сторонниками императора из этой среды были Оккам (ок. 1285—1347), Михаил Чезенский (из Чезены, ок. 1270—1342) и Бонаграция Бергамский (ок. 1265—1340).
Преемникам Иоанна XXII удалось воротить орден в лоно церкви. Спиритуалов мы после этого не находим, а фратичеллы и бегины признаются стоящими вне связи с орденом. Тем не менее противоположность более строгих блюстителей правила и более умеренных не исчезла. Постоянные споры представителей этих двух направлений заставили Констанцский собор (1414—1418) дать «обсервантам» (строгим) особое устройство; окончательное разделение конвентуалов и обсервантов, образовавших как бы два ордена, последовало в 1517 г. От обсервантов отделились, в свою очередь, так называемые алькантарские францисканцы, отличающиеся особой суровостью жизни, и капуцины.